# Roman Coppola
Roman Coppola (* 22. dubna 1965) je americký režisér, scenárista a producent. Jeho rodiči jsou filmový režisér Francis Ford Coppola a Eleanor Coppola. Narodil se ve městě Neuilly-sur-Seine u Paříže, kde jeho otec pomáhal se scénářem k filmu Hoří v Paříži?. Roman Coppola měl v dětství malé role v otcových filmech Kmotr (1972), Kmotr II (1974) a později Apokalypsa (1979). Jeho režijní celovečerní debut CQ byl uveden v roce 2001. Svůj další celovečerní snímek Prozření Charlieho Swana III natočil až v roce 2013. Jako producent se podílel například na filmech Darjeeling s ručením omezeným (2007) a Bling Ring: Jako VIPky (2013). Je rovněž spoluautorem scénáře k filmu Až vyjde měsíc (2012). Je jedním z tvůrců seriálu Mozart in the Jungle (od 2014). Rovněž se věnuje režírování hudebních videoklipů, například pro hudebníka Mobyho („Honey“), zpěvačku Kylie Minogue („Sexercize“) či kapelu Green Day („Walking Contradiction“).